# Rubachina
Rubachina (ros. Рубахина) – wieś (dieriewnia) w Rosji, w obwodzie irkuckim, w rejonie niżnieudińskim. W 2010 liczyła 429 mieszkańców.